# Vladimir Jakovljevič Propp
Vladimir Jakovljevič Propp (rus. Владимир Яковлевич Пропп; 29. travnja 1895. – 22. kolovoza 1970.) bio je ruski strukturalist, poznat po svojim detaljnim analizama ruskih bajki.

## Životopis
Vladimir Propp rođen je 1895. u Sankt-Peterburgu u njemačkoj obitelji. Pohađao je Sveučilište u Sankt-Peterburgu od 1913. do 1918. te završio ruski jezik i njemačku filozofiju. Poslije školovanja predavao je ruski i njemački jezik u srednjoj školi, a potom njemački na fakultetu.
Godine 1928. objavljuje Morfologiju bajke kojom je tek u pedesetim godinama 20. stoljeća, pošto je prevedena, postao poznat u folkloristici te utjecao na Lévi-Straussa i Barthesa. Njegovi modeli likova i funkcija mogu se primijeniti na gotovo svaku priču, film ili slično djelo.
Godine 1932. postao je dio Lenjingradskog sveučilišta. Nakon 1938. usredotočio se na istraživanje folklora, a ne na lingvistiku. Bio je predstojnik Odsjeka za folkloristiku sve dok nije potpao pod Odsjek za rusku književnost. Radio je na sveučilištu do svoje smrti 1970. godine.

## Morfologija bajke

### Morfologija
Morfologija je opis priče prema njezinim dijelovima i odnosima dijelova međusobno te dijelova prema cjelini.
Propp funkciju opisuje kao djelovanje lika, definira je iz aspekta njegove važnosti za tijek radnje. Funkcije su stabilni, konstantni elementi u priči, neovisni o tomu kako se i od koga ispunjavaju. Broj funkcija ograničen je, ali redoslijed je uvijek identičan - odsutnost pojedine funkcije ne mijenja redoslijed ostalih.
Sve su bajke zapravo jednake s obzirom na strukturu. Bajke definiraju funkcije, konjunktivni elementi (deux ex machina, najave nesreće, dozivi...), motivacije (razlozi i ciljevi), obličja likova te atributivni elementi.

### Funkcije
1. jedan od članova obitelji odlazi od kuće

2. zabrana dana junaku

3. zabrana je prekršena

4. zlikovac odlazi u izvidnicu

5. zlikovac dobiva informacije od žrtve

6. zlikovac pokušava zavarati žrtvu da bi dobio nju ili njezin posjed

7. junak je zavaran i nesvjesno pomaže

8. zlikovac naudi članu obitelji

8. a. članu obitelji štogod nedostaje ili to želi imati

9. nesreća i nedostatak poznati su, junaku je dan zahtjev ili zapovijed, mora otići ili ga se šalje

10. tragač se složi s poslanjem ili sam odlučuje o njem

11. junak napušta dom

12. junak se ispituje, provjerava, napada itd., to ga priprema da primi čarobni predmet ili pomoćnika

13. junak reagira na djela budućeg darivatelja

14. junak posjeduje čarobni predmet

15. junak je doveden do mjesta gdje je traženo

16. junak i zlikovac u izravnoj borbi

17. junak je žigosan/obilježen

18. zlikovac je pobijeđen

19. prvotna se nesreća i nedostatak rješavaju

20. junak se vraća

21. junaka progone

22. spašavanje junaka iz potjere

Većina bajki ovdje završava, ali radnja se može i zakomplicirati - novi zlikovac. Ponovno se izvršavaju osma i deseta funkcija.
23. neprepoznati junak stiže kući ili u drugu zemlju

24. lažni junak tvrdi neutemeljeno

25. junaku je dan težak zadatak

26. zadatak je riješen

27. junak je prepoznat

28. lažni je junak razotkriven

29. junak dobiva novi izgled

30. zlikovac se kažnjava

31. junak se ženi i nasljeđuje prijestolje.

### Značaji
Uz trideset i jednu funkciju, postoji 8 značaja (karaktera):
1. zlikovac (bori se protiv junaka)

2. darivatelj (priprema junaka ili mu daje čarobni predmet)

3. čarobni pomoćnik (pomaže junaku u pothvatu)

4. princeza (osoba koju junak ženi, često predmet potrage)

5. princezin otac (kralj)

6. otpremnik (obznanjuje što nedostaje i otprema junaka)

7. junak (reagira na darivatelja, ženi princezu)

8. lažni junak/antijunak/uzurpator (preuzima junakove zasluge i želi se oženiti princezom).
Katkad se uloge dijele među više likova.

## Historijski korijeni bajke
Princip djela jest povezati bajku s historijskim obredima i običajima u stvarnosti. Češće se susreće preosmišljavanje obreda koji služi kao objašnjenje odgovarajućeg motiva bajke. Mitovi čine najdragocjeniju plemensku srž, a oduzeti čovjeku priču znači oduzeti mu život. Dolazi do profanacije sakralnog sižea. Bajka je u odnosu sa socijalnim institutima prošlosti - nije važna tehnika proizvodnje nego društveno ustrojstvo.
Bajku valja uspoređivati s historijskom zbiljom prošlosti i u njoj tražiti njezine korijene. Propp tajanstvenu šumu, veliku kuću, čarobne darove, putovanja, ognjenu rijeku i zmajeve, čarobna carstva, nevjestu i čaroliju uspoređuje s dijelovima obreda inicijacije. Od kompleksa inicijacije potječu razni motivi (djeca se odvode ili protjeruju u šumu ili su pak oteta od šumskog duha, odsijecanje prsta, rasijecanje i oživljavanje, pokazivanje prividnih dokaza o smrti, gutanje i izbacivanje, čarobna sredstva i pomoćnici, šumski učitelji, vještice i kolibe itd.), a taj je ciklus najstarija osnova bajke. Inicijacija neofita bila je zapravo boravak u zemlji smrti (predodžba o smrti - zmajeva otmica djevojke, otpremanje i daleki put, šuma kao vrata u novo carstvo, junakov miris, borba s čuvarom ulaza, vaganje itd.).
Jedinstvo bajke ne krije se u posebnostima čovječje psihe i umjetnosti nego u historijskoj realnosti prošlosti.

## Vanjske poveznice
- Vladimir Propp: Historijski korijeni bajke (cijelo djelo) (rus.)
- Vladimir Propp: Morfologija bajke (cijelo djelo) (rus.)
- Morfologija bajke, po poglavljima (rus.)
- Generator propovske bajke  Arhivirana inačica izvorne stranice od 16. srpnja 2011. (Wayback Machine) (engl.)